# Bommerlund Kro
Der Bommerlund Kro (deutsch Bommerlund Krug) lag in der Bommerlund Plantage südlich der Gejlå Bro und ca. 7 km nördlich der Grenzstadt Padborg (deutsch Pattburg) in der heutigen Gemeinde Bov (deutsch Bau) der Kommune Åbenrå in Sønderjylland, Dänemark.

## Geschichte

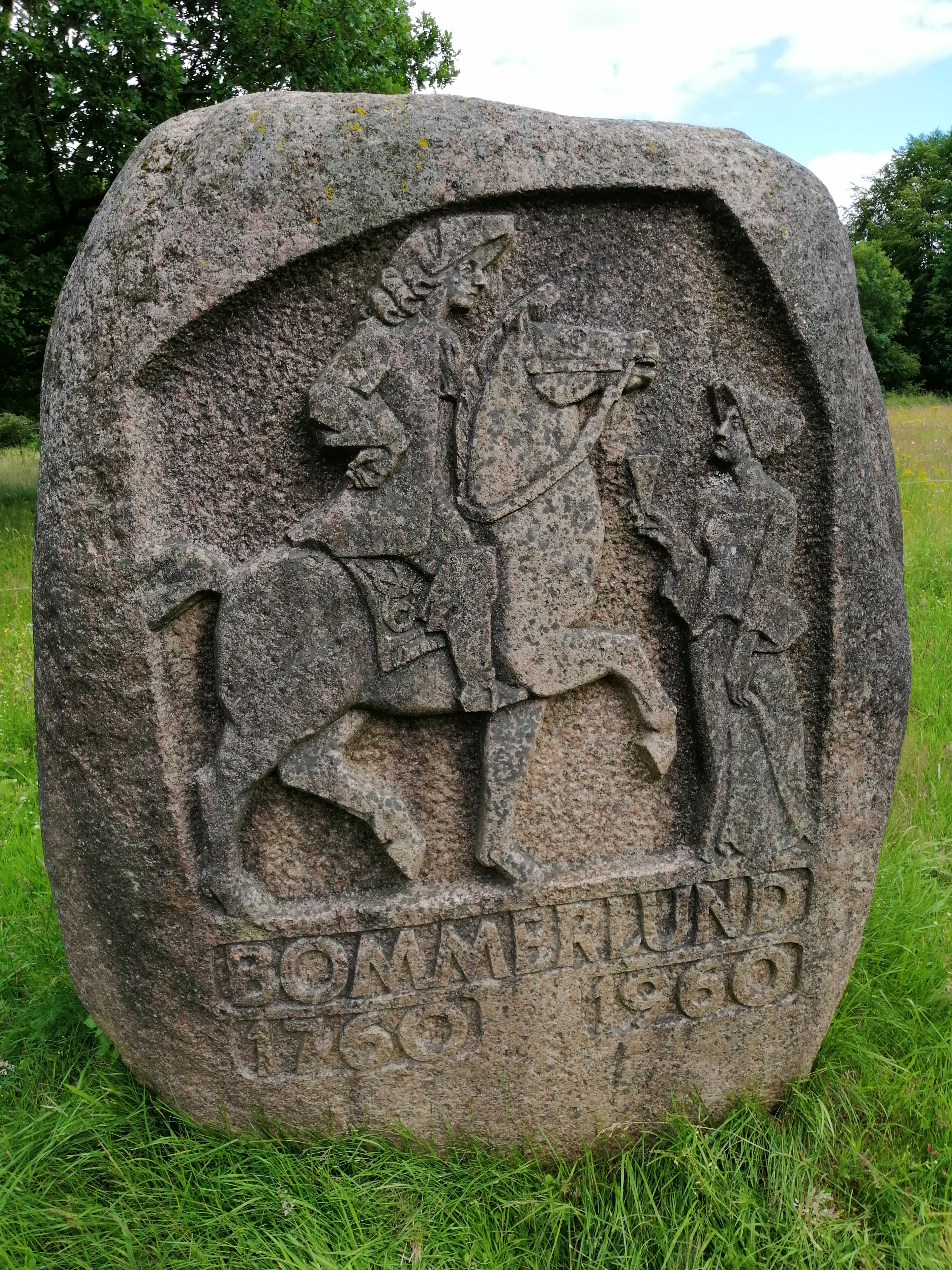
Gedenkstein für den Bommerlund Kro am Ochsenweg südlich der Gejlå Bro, 2020

In dieser Gastwirtschaft konnten die Viehtreiber, die den Ochsenweg nutzten, sich stärken und übernachten. Währenddessen konnten die Ochsen und anderes Vieh auf den Feldern rund um den Bommerlund Kro grasen.
Der Ochsenweg ist ein historischer Landweg auf der Kimbrischen Halbinsel von Viborg in Dänemark nach Wedel in Schleswig-Holstein. Vom 16. bis 18. Jahrhundert verlief über seine Trassen die Ochsendrift, ein bedeutender Viehtrieb, nach Süden zu den Märkten. Im Jahre 1900 wurde der Bommerlund Kro abgerissen, da der Ochsenweg als Route für den Viehtrieb durch die verbesserte Schienen- und Straßeninfrastruktur fast bedeutungslos geworden war.
Die ehemaligen landwirtschaftlichen Flächen, die zum Bommerlund Kro gehörten, sind aufgegangen in der Aufforstungsfläche des Staatswaldes Bommerlund Plantage. Dieser Staatsforst, in dem überwiegend Fichten gepflanzt wurden, entstand im Zeitraum 1881–1901, finanziert aus den französischen Mitteln der Reparationszahlungen des Deutsch-Französischen Krieges 1871 an Preußen. Zu dieser Zeit gehörte Nordschleswig (dänisch Sønderjylland) als Folge des zweiten Deutsch-Dänischen Krieges zur preußischen Provinz Schleswig-Holstein.

## Bedeutung
Der Bommerlund Kro ist die Wiege des Aquavits Bommerlunder.
Das Rezept stammt von einem verwundeten französischen Reitersoldaten, der sich 1760 in den Dorfkrug Bommerlund rettete. Der Schankwirt Peter Schwennesen und seine Tochter pflegten den Soldaten gesund. Als Dank für die Behandlung hinterließ der Franzose dem Wirt ein Schnapsrezept. Festgehalten ist diese Szene auf einem 1960 errichteten Gedenkstein an der Stelle, wo der abgerissene Krug stand, zur Erinnerung an die erste Schnapsproduktion vor 200 Jahren.
Der Schnaps bekam den Namen Bommerlunder, er hat eine typisch französische Rezeptur mit Anis und Kümmel. Insgesamt benötigt man aber 26 Kräuter, Alkohol und kristallklares Wasser, um den von der Familie Schwennesen bis 1911 dank eines vom Dänenkönig Friedrich V. verliehenen Privilegs destillierten Aquavit herzustellen. Der bereits seit 1738 existierende Flensburger Spirituosenbrenner Dethleffsen kaufte dann die Rechte für 400.000 Goldmark auf.
Seit 1863 wurde auf Gut Søgård gebrannt, dann wurde für lange Zeit ausschließlich in Flensburg produziert. Lange Zeit gehörte Bommerlunder zur Firma Hermann G. Dethleffsen, die ihrerseits 1997 an Berentzen verkauft wurde. 2000 verlagerte man die Produktion aus Flensburg ins niedersächsische Haselünne, den Hauptsitz von Berentzen.